# Торгу (королевство)
Торгу — виртуальное королевство на территории волости Торгу уезда Сааремаа, входящее в состав Эстонии. Формально существовало с 28 ноября 1992 года по 11 марта 1993 года и функционирует по сей день. Первый король – Кирилл I (Кирилл Тейтер). На местном уровне в Королевстве действует собственная валюта параллельно с евро. Стоимость Tалера Tоргу привязана к стоимости ½ литра водки марки «Viru Valge» в местном магазине.